# The Bar-Kays
The Bar-Kays, auch The Barkays, ist eine US-amerikanische Funkband aus Memphis, Tennessee, die seit ihrer Gründung 1966 bis heute aktiv ist. Die Formation spielte u. a. als Studioband mit Otis Redding, Isaac Hayes, The Staple Singers und Rufus Thomas. 1967 veröffentlichte sie ihr erstes Album.

## Bandgeschichte
Zu Beginn ihrer Laufbahn nannte sich die Band „The River Arrows“ und „The Imperials“, bis sie von Otis Redding entdeckt wurde. Umbenannt in „The Bar-Kays“ stand die Gruppe mit ihren Gründungsmitgliedern bei Stax Records in Memphis unter Vertrag. Im Sommer 1967 löste sie Booker T. & the M.G.’s als Backgroundband für Otis Redding ab.
Bei einem Flugzeugabsturz in den amerikanischen Lake Monona (nahe Madison) am 10. Dezember 1967 kamen vier Bandmitglieder der Bar-Kays – Sänger King, Caldwell, Cunningham und Jones – sowie Otis Redding ums Leben. Bandmitglied Ben Cauley überlebte den Absturz. Der Bassist James Alexander hatte den Flug verpasst.
Nach dem Unglück gründete Bassist James Alexander die Bar-Kays neu und ebnete damit den Weg für eine der erfolgreichsten Funkbands in den USA. Ab 1968 bestand die Besetzung aus Bassist James Alexander, Posaunist Ben Cauley, Saxophonist Harvey Henderson, Keyboarder Ronnie Gordon, Gitarrist Michael Toles und den Schlagzeugern Roy Cunningham und Willie Hall.
1972 folgte ein Live-Auftritt bei Wattstax, einer Art Festival von Stax Records im Stadtteil Watts von Los Angeles. Durch diesen Auftritt wurden The Bar-Kays insbesondere durch den charismatischen Leadsänger Larry Dodson in den gesamten USA populär. 1973 kam Lloyd Smith als Leadgitarrist zur Gruppe.
Weil das Label Stax Records 1975 in die Insolvenz ging, wurde der Titel Holy Ghost erst drei Jahre nach Fertigstellung der Aufnahme auf der LP Money Talks (1978) veröffentlicht. Nach der Labelinsolvenz wechselten The Bar-Kays zu Mercury Records und blieben dort bis 1993 unter Vertrag. Nach einem Kurzengagement bei Zoo, das zu BMG gehört, wechselte die Band zu dem Independent-Label Baxis in Memphis und später zu Curb Records. Im Jahr 2015 starb Ben Cauley.

## Stil
Ursprünglich sahen sich The Bar-Kays als eine Black-Rock-Band, jedoch erstreckte sich ihr musikalisches Spektrum über Genregrenzen hinweg. Die Band spielte Black Rock, Funk, P-Funk, Disco-Funk, Boogie, Disco, Soul und R’n’B und passte sich damit immer der Tanzmusik ihrer Zeit an. Im Jahr 2011 coverte die Gruppe sogar den Popsong Return of the Mack von Mark Morrison aus dem Jahr 1996. Ihr Musikstil in den siebziger Jahren wurde auch Memphis Soul oder Memphis Funk genannt.

## Diskografie

### Studioalben
| Jahr | Titel Musiklabel Katalog-Nr.             | Höchstplatzierung, Gesamtwochen, AuszeichnungChartplatzierungen (Jahr, Titel, Musiklabel Katalog-Nr., Platzierungen, Wochen, Auszeichnungen, Anmerkungen) | Höchstplatzierung, Gesamtwochen, AuszeichnungChartplatzierungen (Jahr, Titel, Musiklabel Katalog-Nr., Platzierungen, Wochen, Auszeichnungen, Anmerkungen) | Höchstplatzierung, Gesamtwochen, AuszeichnungChartplatzierungen (Jahr, Titel, Musiklabel Katalog-Nr., Platzierungen, Wochen, Auszeichnungen, Anmerkungen) | Anmerkungen                                                                             |
| Jahr | Titel Musiklabel Katalog-Nr.             | UK | US | R&B | Anmerkungen                                                                             |
| ---- | ---------------------------------------- | --- | --- | --- | --------------------------------------------------------------------------------------- |
| 1967 | Soul Finger Volt 417                     | — | — | — | Erstveröffentlichung: Juli 1967 Produzent: Tom Dowd                                     |
| 1969 | Gotta Groove Volt 6004                   | — | — | R&B40 (4 Wo.)R&B | Erstveröffentlichung: Juli 1969 Produzent: Allen Jones                                  |
| 1971 | Black Rock Volt 6011                     | — | US90 (12 Wo.)US | R&B12 (23 Wo.)R&B | Erstveröffentlichung: Februar 1971 Produzenten: Allen Jones, Al Bell, Tom Nixon         |
| 1973 | Do You See What I See? Volt 8001         | — | — | R&B45 (3 Wo.)R&B | Erstveröffentlichung: Mai 1973 Produzent: Allen Jones                                   |
| 1976 | Too Hot to Stop Mercury 1099             | — | US69 (22 Wo.)US | R&B8 (24 Wo.)R&B | Erstveröffentlichung: Oktober 1976 Produzent: Allen Jones                               |
| 1977 | Flying High on Your Love Mercury 1181    | — | US47 Gold · (23 Wo.)US | R&B7 (30 Wo.)R&B | Erstveröffentlichung: November 1977 Produzent: Allen Jones                              |
| 1978 | Money Talks Stax 4106                    | — | US72 (15 Wo.)US | R&B21 (20 Wo.)R&B | Erstveröffentlichung: Oktober 1978 Produzent: Allen Jones                               |
| 1978 | Light of Life Mercury 3732               | — | US86 (17 Wo.)US | R&B15 (24 Wo.)R&B | Erstveröffentlichung: Dezember 1978 Produzent: Allen Jones                              |
| 1979 | Injoy Mercury 3781                       | — | US35 Gold · (24 Wo.)US | R&B2 (27 Wo.)R&B | Erstveröffentlichung: Oktober 1979 Produzent: Allen Jones                               |
| 1980 | As One Mercury 3844                      | — | US57 (16 Wo.)US | R&B6 (22 Wo.)R&B | Erstveröffentlichung: November 1980 Produzent: Allen Jones                              |
| 1981 | Nightcruising Mercury 4028               | — | US55 Gold · (29 Wo.)US | R&B6 (35 Wo.)R&B | Erstveröffentlichung: November 1981 Produzent: Allen Jones                              |
| 1982 | Propositions Mercury 4065                | — | US51 (29 Wo.)US | R&B9 (36 Wo.)R&B | Erstveröffentlichung: November 1982 Produzent: Allen Jones                              |
| 1984 | Dangerous Mercury 818 478                | — | US52 (22 Wo.)US | R&B7 (44 Wo.)R&B | Erstveröffentlichung: April 1984 Produzent: Allen Jones                                 |
| 1985 | Banging the Wall Mercury 824 727         | — | US115 (9 Wo.)US | R&B11 (19 Wo.)R&B | Erstveröffentlichung: September 1985 Produzent: Allen Jones                             |
| 1987 | Contagious Mercury 830 305               | — | US110 (14 Wo.)US | R&B25 (21 Wo.)R&B | Erstveröffentlichung: Oktober 1987 Produzenten: Allen Jones, Ralph James Rice, Bar-Kays |
| 1989 | Animal Mercury 836 774                   | — | — | R&B36 (16 Wo.)R&B | Erstveröffentlichung: Februar 1989 Executive Producer: Tony Prendatt                    |
| 2013 | Grown Folks (EP) Jea Right Now / Bungalo | — | — | R&B193 (1 Wo.)R&B | Erstveröffentlichung: 22. Oktober 2012 feat. The Unknowns                               |

Weitere Studioalben
- 1967: Soul Finger (Volt 417)
- 1974: Coldblooded (Volt 9504)
- 1994: 48 Hours (Basix Music 9308)
- 2003: The Real Thing (Jea Right Now)

### Kompilationen
| Jahr | Titel Musiklabel Katalog-Nr.         | Höchstplatzierung, Gesamtwochen, AuszeichnungChartplatzierungen (Jahr, Titel, Musiklabel Katalog-Nr., Platzierungen, Wochen, Auszeichnungen, Anmerkungen) | Höchstplatzierung, Gesamtwochen, AuszeichnungChartplatzierungen (Jahr, Titel, Musiklabel Katalog-Nr., Platzierungen, Wochen, Auszeichnungen, Anmerkungen) | Höchstplatzierung, Gesamtwochen, AuszeichnungChartplatzierungen (Jahr, Titel, Musiklabel Katalog-Nr., Platzierungen, Wochen, Auszeichnungen, Anmerkungen) | Anmerkungen                    |
| Jahr | Titel Musiklabel Katalog-Nr.         | UK | US | R&B | Anmerkungen                    |
| ---- | ------------------------------------ | --- | --- | --- | ------------------------------ |
| 1993 | The Best of Bar-Kays Mercury 514 823 | — | — | R&B80 (4 Wo.)R&B | Erstveröffentlichung: Mai 1993 |

Weitere Kompilationen
- 1988: The Best of the Bar-Kays (Stax 8542)
- 1996: The Best of Bar-Kays Volume 2 (Mercury 532 407)
- 1996: Best of Barkays (Curb 77826)
- 1998: The Ballads Collection (Mercury 558 318)
- 2000: Greatest Hits: Too Hot to Stop (Masters Music 1238)
- 2004: 20th Century Masters: The Millennium Collection: The Best of Bar-Kays (Mercury B0004345-02)
- 2007: House Party (I M / Right Now / KOCH Entertainment 4000)
- 2007: R&B Soul (Direct Source)

### Singles
| Jahr | Titel Album                                  | Höchstplatzierung, Gesamtwochen, AuszeichnungChartplatzierungen (Jahr, Titel, Album, Platzierungen, Wochen, Auszeichnungen, Anmerkungen) | Höchstplatzierung, Gesamtwochen, AuszeichnungChartplatzierungen (Jahr, Titel, Album, Platzierungen, Wochen, Auszeichnungen, Anmerkungen) | Höchstplatzierung, Gesamtwochen, AuszeichnungChartplatzierungen (Jahr, Titel, Album, Platzierungen, Wochen, Auszeichnungen, Anmerkungen) | Höchstplatzierung, Gesamtwochen, AuszeichnungChartplatzierungen (Jahr, Titel, Album, Platzierungen, Wochen, Auszeichnungen, Anmerkungen) | Anmerkungen |
| Jahr | Titel Album                                  | UK | US | R&B | Dance | Anmerkungen |
| ---- | -------------------------------------------- | --- | --- | --- | --- | --- |
| 1967 | Soul Finger                                  | UK33 (7 Wo.)UK | US17 Gold · (15 Wo.)US | R&B3 (14 Wo.)R&B | — | Erstveröffentlichung: 14. April 1964; Instrumental Autoren: Ben Cauley, Jimmy King, Phalon Jones, James Alexander, Carl Cunningham, Ronnie Caldwell; inkl. Zitat aus dem Kinderlied Merrily We Roll Along |
| 1967 | Knucklehead Soul Finger                      | — | US76 (4 Wo.)US | R&B28 (7 Wo.)R&B | — | B-Seite von Soul Finger; Instrumental Autoren: Booker T. Jones, Steve Cropper |
| 1967 | Give Everybody Some –                        | — | US91 (4 Wo.)US | R&B36 (5 Wo.)R&B | — | Erstveröffentlichung: 21. September 1967; Instrumental Autor: David Porter, Produzent: Isaac Hayes |
| 1971 | Son of Shaft –                               | — | US53 (10 Wo.)US | R&B10 (10 Wo.)R&B | — | Erstveröffentlichung: Dezember 1971 Anlehnung an Isaac Hayes’ Shaft Autoren: Allen Jones, Homer Banks, William Brown                                                                                      |
| 1976 | Shake Your Rump to the Funk Too Hot to Stop  | UK41 (4 Wo.)UK | US12 (16 Wo.)US | R&B5 (23 Wo.)R&B | — | Erstveröffentlichung: September 1976 Autoren: Bar-Kays |
| 1977 | Too Hot to Stop                              | — | US74 (4 Wo.)US | R&B8 (13 Wo.)R&B | — | Erstveröffentlichung: Februar 1977 Autoren: Bar-Kays |
| 1977 | Spellbound Too Hot to Stop                   | — | — | R&B29 (12 Wo.)R&B | — | Erstveröffentlichung: Mai 1977 Autoren: Henderson Thigpen, James Banks |
| 1978 | Let’s Have Some Fun Flying High on Your Love | — | — | R&B11 (13 Wo.)R&B | — | Erstveröffentlichung: Januar 1978 Autoren: Allen Jones, Bar-Kays |
| 1978 | Attitudes Flying High on Your Love           | — | — | R&B22 (15 Wo.)R&B | — | Erstveröffentlichung: April 1978 Autoren: Allen Jones, Bar-Kays |
| 1978 | Holy Ghost Money Talks                       | — | — | R&B9 (17 Wo.)R&B | — | Erstveröffentlichung: November 1978 Autoren: Eddie Marion, Henderson Thigpen, James Banks |
| 1978 | I’ll Dance Light of Life                     | — | — | R&B26 (12 Wo.)R&B | — | Erstveröffentlichung: Dezember 1978 Autoren: Allen Jones, Bar-Kays |
| 1979 | Shine Light of Life                          | — | — | R&B14 (14 Wo.)R&B | — | Erstveröffentlichung: Februar 1979 Autoren: Allen Jones, Bar-Kays |
| 1979 | Are You Being Real Light of Life             | — | — | R&B61 (6 Wo.)R&B | — | B-Seite von Shine Autoren: Allen Jones, Bar-Kays |
| 1979 | Move Your Boogie Body Injoy                  | — | US57 (7 Wo.)US | R&B3 (18 Wo.)R&B | Dance90 (3 Wo.)Dance | Erstveröffentlichung: Oktober 1979 Autoren: Allen Jones, Bar-Kays |
| 1980 | Today Is the Day Injoy                       | — | US60 (5 Wo.)US | R&B25 (14 Wo.)R&B | — | Erstveröffentlichung: Januar 1980 Autoren: Allen Jones, Bar-Kays |
| 1980 | Boogie Body Land As One                      | — | — | R&B7 (17 Wo.)R&B | Dance73 (8 Wo.)Dance | Erstveröffentlichung: November 1980 Autoren: Allen Jones, Bar-Kays |
| 1981 | Body Fever As One                            | — | — | R&B42 (9 Wo.)R&B | — | Erstveröffentlichung: März 1981 Autoren: Allen Jones, Bar-Kays |
| 1981 | Hit and Run Nightcruising                    | — | — | R&B5 (19 Wo.)R&B | Dance49 (9 Wo.)Dance | Erstveröffentlichung: November 1981 Autoren: Allen Jones, Bar-Kays |
| 1982 | Freaky Behavior Nightcruising                | — | — | R&B27 (10 Wo.)R&B | Dance60 (8 Wo.)Dance | Erstveröffentlichung: März 1982 Autoren: Allen Jones, Bar-Kays, Howard Redmon |
| 1982 | Do It (Let Me See You Shake) Propositions    | — | — | R&B9 (21 Wo.)R&B | — | Erstveröffentlichung: September 1982 Autoren: Allen Jones, Bar-Kays |
| 1983 | She Talks to Me with Her Body Propositions   | — | — | R&B13 (15 Wo.)R&B | Dance62 (4 Wo.)Dance | Erstveröffentlichung: März 1983 Autoren: Allen Jones, Bar-Kays, Michael Toles |
| 1984 | Freakshow on the Dance Floor Dangerous       | — | US73 (8 Wo.)US | R&B2 (19 Wo.)R&B | — | Erstveröffentlichung: Mai 1984 vom Soundtrack des Films Breakin’ Autoren: Allen Jones, Bar-Kays |
| 1984 | Dirty Dancer Dangerous                       | — | — | R&B17 (13 Wo.)R&B | — | Erstveröffentlichung: Juli 1984 Autoren: Allen Jones, Bar-Kays |
| 1984 | Sexomatic Dangerous                          | UK51 (8 Wo.)UK | — | R&B12 (16 Wo.)R&B | Dance15 (8 Wo.)Dance | Erstveröffentlichung: Oktober 1984 Autoren: Allen Jones, Bar-Kays |
| 1985 | Your Place or Mine Banging the Wall          | — | — | R&B12 (15 Wo.)R&B | Dance44 (4 Wo.)Dance | Erstveröffentlichung: Juli 1985 Autoren: Allen Jones, Bar-Kays |
| 1985 | Banging the Walls Banging the Wall           | — | — | R&B67 (5 Wo.)R&B | — | Erstveröffentlichung: Dezember 1985 Autoren: Allen Jones, Bar-Kays |
| 1987 | Certified True Contagious                    | — | — | R&B9 (14 Wo.)R&B | — | Erstveröffentlichung: August 1987 Autoren: DeDe Leitta, Larry Dodson, R. J. Rice |
| 1987 | Don’t Hang Up Contagious                     | — | — | R&B11 (13 Wo.)R&B | — | Erstveröffentlichung: November 1987 Autoren: Allen Jones, Harvey Henderson, Larry Dodson, Winston Stewart                                                                                                 |
| 1989 | Struck by You Animal                         | — | — | R&B11 (13 Wo.)R&B | — | Erstveröffentlichung: Dezember 1988 Autoren: Alvin Moody, Kenni Hairston, Trevor Gale |
| 1989 | Animal                                       | — | — | R&B66 (6 Wo.)R&B | — | Erstveröffentlichung: April 1989 Autoren: Chad, Kenni Hairston, Trevor Gale |
| 1995 | Old School Mega Mix 48 Hours                 | — | — | R&B96 (3 Wo.)R&B | — | Erstveröffentlichung: Januar 1995 |
| 1995 | The Slide 48 Hours                           | — | — | R&B82 (7 Wo.)R&B | — | Erstveröffentlichung: April 1995 |
| 2012 | Grown Folks Grown Folks (EP)                 | — | — | R&B77 (9 Wo.)R&B | — | Erstveröffentlichung: August 2012 feat. The Unknowns Autoren: P. Alexander, G. Hughes, J. V. Sims |

grau schraffiert: keine Chartdaten aus diesem Jahr verfügbar
Weitere Singles
- 1968: A Hard Day’s Night (Instrumental)
- 1968: Copy Kat
- 1969: Don’t Stop Dancing (To the Music)
- 1969: Midnight Cowboy
- 1970: Sang and Dance
- 1970: Montego Bay
- 1972: You’re Still My Brother
- 1972: Dance, Dance, Dance
- 1973: It Ain’t Easy
- 1974: Coldblooded
- 1975: Holy Ghost (nicht veröffentlicht)
- 1980: Running In and Out of My Life
- 1993: Put a Little Nasty on It
- 1998: Body Fine (Splitsingle, A-Seite: Rufus Thomas – Hey Rufus!)
- 2016: Do Your Thing (mit Isaac Hayes)